# Profanation du nom de Dieu
La profanation du nom de Dieu (hébreu חילול השם, hilloul hashem « désécration du nom ») désigne dans le judaïsme ce qui survient lorsqu’un ou des Juifs, élus par Dieu pour porter témoignage de sa providence, son enseignement et ses voies, portent atteinte à son honneur par leur comportement ou du fait de la situation dans laquelle ils se trouvent.
Antithèse de la sanctification du nom de Dieu (kiddoush hashem), le hilloul hashem est considéré dans le judaïsme rabbinique comme une faute éthique ou ontologique du plus haut degré, que le repentir lui-même ne permet pas d’effacer.

## Lehilloul hashemdans les sources juives

### Dans la Bible hébraïque
L’interdiction du hilloul hashem est énoncée en Lévitique 21-22, une première fois à l’intention des prêtres (Lévitique 21:6 & 22:2), une seconde fois pour l’assemblée d’Israël (Lévitique 22:32-33) : 

« Avertis Aaron et ses fils d'être circonspects à l'égard des saintetés des enfants d'Israël, pour ne pas profaner mon saint nom en profanant ce que ceux-ci me consacrent: je suis l'Éternel. »

« Ne profanez point mon saint nom afin que je sois sanctifié au milieu des enfants d'Israël, moi, l'Éternel qui vous sanctifie, qui vous ai fait sortir du pays d’Égypte pour devenir votre Dieu, moi l'Éternel. »

Ces formulations générales ont été précédées par deux exemples concrets, l’idolâtrie au Moloch (Lévitique 18:21 & 20:3) et le faux serment au nom de Dieu dans un tribunal (Lévitique 19:12).
Le hilloul hashem est associé à d’autres comportements dans la littérature prophétique, Dieu reprochant à Israël par la bouche de Jérémie d’avoir outragé son nom en reprenant les esclaves libérés lors du Jubilé (Jérémie 34:16), par celle d’Ézéchiel de lui faire des offrandes qui sont en réalité destinées aux idoles (Ézéchiel 20:39) et par celle d’Amos de s'adonner à l'extorsion des pauvres et à l'immoralité lorsque « le fils et le père fréquentent la prostituée » (Amos 2:7). Dans tous ces exemples, le peuple d’Israël est fustigé pour avoir diminué le nom de Dieu au sein de son assemblée.
Par ailleurs, Ézéchiel revient fréquemment sur un autre type de profanation du nom, suscité par l'humiliation d’Israël, y compris par sa simple présence, au milieu des nations : c’est afin de ne pas profaner davantage son nom aux yeux des nations que Dieu envoie la délivrance aux Hébreux en Égypte malgré leurs idolâtrie (Ézéchiel 20:9) et pour la même raison que leur anéantissement « parce qu'ils avaient méprisé mes règlements, refusé de suivre mes lois et profané mes shabbats » est commué en une traversée de quarante ans dans le désert (Ézéchiel 20:14-15) ; c'est enfin afin de rétablir la sainteté de son nom profané qu’il enverra une nouvelle fois la délivrance aux Israélites exilés et non pas leurs mérites (Ézéchiel 36:20-24) car, s'il en était autrement, les nations mettraient en doute sa puissance ou sa fidélité aux alliances contractées avec Israël.

### Dans la littérature rabbinique
Les rabbins invoquent occasionnellement la profanation du nom pour justifier la plaidoirie d’Abraham en faveur de Sodome devant Dieu ou pour expliquer qu'Absalom n'a pas pu tuer David. Cependant, l'emphase a principalement porté sur les aspects personnels et éthiques du hilloul hashem.

## Respect des sages de la Torah
Haim de Volozhin explique que la profanation du Nom de Dieu entraîne une terrible gravité dans la culpabilité de celui qui la commet parce que sa simple présence empêche les autres d'adhérer pleinement à Dieu pendant toute prière, pas seulement au moment de hilloul hashem.
Dans le Pentateuque aussi, l'exemple de Moïse et d'Aaron est clair : ceux qui se sont rebellés contre leurs “leadership” ont été engloutis vivants dans le Sheol en raison de leur tentative d'acquérir du prestige aux dépens de tous les Juifs. Moïse est considéré comme “le chef des prophètes” (Pirkei Avot) et Aaron fut le premier “grand prêtre” (Kohen Gadol). Maimonide ait déjà résolu tous les doutes concernant les métaphores et les allégories de la Bible pour Dieu, les Treize Attributs de Dieu aussi : il s'agit donc d'un des cas dans lesquels la “colère” s'est manifestée dans son extrême rigueur contre cette partie rebelle dans le peuple juif.
La honte contre les Hakhamim concerne donc l'intégrité même de tous les Juifs, d'Israël dans son ensemble : ce hilloul hashem peut compromettre leur destin et donc aggraver la condition du peuple tout entier ; Moïse a averti de se tenir à l'écart des rebelles menés par Coré et cela naturellement lorsque le terrain s'est ouvert pour qu'ils puissent tomber sans plus entraver la providence divine en faveur d'Israël.